# Copa FGF de 2018
A Copa FGF de 2018 ou Copa Wianey Carlet, será a décima quarta edição deste torneio anual realizado pela Federação Gaúcha de Futebol. O nome que a competição recebeu neste ano homenageou o jornalista, ex-participante do tradicional programa esportivo Sala de Redação, da Rádio Gaúcha, Wianey Carlet, falecido em 29 de setembro de 2017. A competição garantirá ao campeão o direito escolher entre uma vaga no Campeonato Brasileiro de 2019 - Série D ou para a Copa do Brasil de 2019, além de de disputar a Recopa Gaúcha, contra o Grêmio, campeão do Campeonato Gaúcho de 2018.

## Participantes
Os participantes foram divulgados pela FGF após o congresso técnico, no dia 23 de julho. O Juventude entrou na competição após a desistência do Brasil de Farroupilha.

## Fórmula de Disputa
- Fase Classificatória: As equipes foram distribuídas em grupos regionalizados. Os confrontos aconteceram dentro do mesmo grupo, em partidas de ida e volta. Classificam-se os cinco primeiros colocados de cada grupo (B e C) e o sexto colocado do Grupo A (único com oito equipes).[3]
- Fase Final: As dezesseis equipes classificadas enfrentam-se na Fase de Oitavas de Final. Os confrontos serão determinados de acordo com a colocação em que as equipes terminarem em seus grupos da Primeira Fase. Os vencedores do confronto avançam para a Fase de Quartas de Final, posteriormente para a Semifinal e Final, sempre em confrontos mata-mata com a partida final do confronto na casa da Equipe de melhor campanha.

## Fase Classificatória

### Grupo A
| Grupo A | Grupo A             | Grupo A | Grupo A | Grupo A | Grupo A | Grupo A | Grupo A | Grupo A | Grupo A | Grupo A |
| Pos     | Times               | Pts     | J       | V       | E       | D       | GP      | GC      | SG      | %       |
| ------- | ------------------- | ------- | ------- | ------- | ------- | ------- | ------- | ------- | ------- | ------- |
| 1       | Internacional B     | 28      | 14      | 8       | 4       | 2       | 32      | 14      | 18      | 67      |
| 2       | Gaúcho              | 27      | 14      | 8       | 3       | 3       | 21      | 9       | 12      | 64      |
| 3       | Ypiranga de Erechim | 27      | 14      | 7       | 6       | 1       | 25      | 8       | 17      | 64      |
| 4       | Soledade            | 18      | 14      | 5       | 3       | 6       | 19      | 24      | -5      | 43      |
| 5       | Três Passos         | 17      | 14      | 4       | 5       | 5       | 14      | 19      | -5      | 40      |
| 6       | São Borja           | 15      | 14      | 3       | 6       | 5       | 15      | 18      | -3      | 36      |
| 7       | Elite               | 13      | 14      | 3       | 4       | 7       | 14      | 20      | -6      | 31      |
| 8       | Atlético Carazinho  | 6       | 14      | 1       | 3       | 10      | 5       | 33      | -28     | 14      |

|  |                                       |
|  | Equipes classificadas à Segunda Fase. |

| Resultados (Resumo) | Resultados (Resumo) | Resultados (Resumo) | Resultados (Resumo) | Resultados (Resumo) | Resultados (Resumo) | Resultados (Resumo) | Resultados (Resumo) | Resultados (Resumo) |
| Clube               | ATC                 | ELI                 | GAU                 | INT                 | SOL                 | SBO                 | TAC                 | YPI                 |
| ------------------- | ------------------- | ------------------- | ------------------- | ------------------- | ------------------- | ------------------- | ------------------- | ------------------- |
| Atlético Carazinho  |                     | 0 – 5               | 0 – 4               | 2 – 1               | 1 – 3               | 0 – 2               | 1 – 1               | 0 – 1               |
| Elite               | 1 – 0               |                     | 1 – 0               | 1 – 3               | 1 – 2               | 1 – 1               | 0 – 0               | 1 – 1               |
| Gaúcho              | 1 – 0               | 4 – 0               |                     | 0 – 0               | 3 – 2               | 2 – 1               | 5 – 0               | 0 – 0               |
| Internacional B     | 9 – 0               | 1 – 0               | 2 – 0               |                     | 4 – 2               | 3 – 1               | 1 – 2               | 2 – 1               |
| Soledade            | 2 – 0               | 1 – 0               | 0 – 0               | 3 – 3               |                     | 4 – 1               | 0 – 3               | 0 – 1               |
| São Borja           | 2 – 0               | 1 – 1               | 0 – 1               | 1 – 2               | 0 – 0               |                     | 2 – 1               | 1 – 1               |
| Três Passos         | 1 – 1               | 3 – 2               | 0 – 1               | 0 – 0               | 2 – 0               | 0 – 0               |                     | 1 – 3               |
| Ypiranga de Erechim | 0 – 0               | 3 – 0               | 3 – 0               | 1 – 1               | 5 – 0               | 2 – 2               | 3 – 0               |                     |

|  |                     |  |        |  |                      |
|  | Vitória do Mandante |  | Empate |  | Vitória do Visitante |

### Grupo B
| Grupo B | Grupo B              | Grupo B | Grupo B | Grupo B | Grupo B | Grupo B | Grupo B | Grupo B | Grupo B | Grupo B |
| Pos     | Times                | Pts     | J       | V       | E       | D       | GP      | GC      | SG      | %       |
| ------- | -------------------- | ------- | ------- | ------- | ------- | ------- | ------- | ------- | ------- | ------- |
| 1       | Avenida              | 28      | 12      | 8       | 4       | 0       | 25      | 9       | 16      | 78      |
| 2       | Grêmio B             | 24      | 12      | 7       | 3       | 2       | 23      | 10      | 13      | 67      |
| 3       | Juventude B          | 14      | 12      | 4       | 2       | 6       | 11      | 18      | -7      | 39      |
| 4       | Inter de Santa Maria | 14      | 12      | 3       | 5       | 4       | 10      | 12      | -2      | 39      |
| 5       | Real                 | 12      | 12      | 2       | 6       | 4       | 12      | 17      | -5      | 33      |
| 6       | Lajeadense           | 11      | 12      | 2       | 5       | 5       | 10      | 13      | -3      | 31      |
| 7       | Nova Prata           | 8       | 12      | 1       | 5       | 6       | 7       | 19      | -12     | 22      |

|  |                                       |
|  | Equipes classificadas à Segunda Fase. |

| Resultados (Resumo)  | Resultados (Resumo) | Resultados (Resumo) | Resultados (Resumo) | Resultados (Resumo) | Resultados (Resumo) | Resultados (Resumo) | Resultados (Resumo) |
| Clube                | AVE                 | GRE                 | ISM                 | JUV                 | LAJ                 | NPA                 | REA                 |
| -------------------- | ------------------- | ------------------- | ------------------- | ------------------- | ------------------- | ------------------- | ------------------- |
| Avenida              |                     | 0 – 0               | 2 – 1               | 4 – 0               | 1 – 0               | 4 – 0               | 2 – 1               |
| Grêmio B             | 0 – 3               |                     | 3 – 0               | 2 – 1               | 1 – 1               | 5 – 0               | 4 – 1               |
| Inter de Santa Maria | 2 – 3               | 1 – 0               |                     | 2 – 0               | 1 – 0               | 0 – 1               | 0 – 0               |
| Juventude B          | 1 – 2               | 0 – 2               | 0 – 0               |                     | 2 – 1               | 1 – 0               | 2 – 1               |
| Lajeadense           | 2 – 2               | 1 – 2               | 1 – 1               | 2 – 1               |                     | 1 – 1               | 0 – 0               |
| Nova Prata           | 1 – 1               | 0 – 0               | 1 – 1               | 1 – 2               | 0 – 1               |                     | 1 – 1               |
| Real                 | 1 – 1               | 2 – 4               | 1 – 1               | 1 – 1               | 1 – 0               | 2 – 1               |                     |

|  |                     |  |        |  |                      |
|  | Vitória do Mandante |  | Empate |  | Vitória do Visitante |

### Grupo C
| Grupo C | Grupo C     | Grupo C | Grupo C | Grupo C | Grupo C | Grupo C | Grupo C | Grupo C | Grupo C | Grupo C |
| Pos     | Times       | Pts     | J       | V       | E       | D       | GP      | GC      | SG      | %       |
| ------- | ----------- | ------- | ------- | ------- | ------- | ------- | ------- | ------- | ------- | ------- |
| 1       | Pelotas     | 27      | 12      | 8       | 3       | 1       | 17      | 4       | 13      | 75      |
| 2       | São José-RS | 26      | 12      | 8       | 2       | 2       | 17      | 4       | 13      | 72      |
| 3       | Aimoré      | 17      | 12      | 5       | 2       | 5       | 16      | 15      | 1       | 47      |
| 4       | Cruzeiro-RS | 17      | 12      | 4       | 5       | 3       | 14      | 7       | 7       | 47      |
| 5       | Bagé        | 14      | 12      | 3       | 5       | 4       | 14      | 13      | 1       | 39      |
| 6       | Barra       | 7       | 12      | 2       | 1       | 9       | 8       | 36      | -28     | 19      |
| 7       | Farroupilha | 7       | 12      | 1       | 4       | 7       | 9       | 16      | -7      | 19      |

|  |                                       |
|  | Equipes classificadas à Segunda Fase. |

| Resultados (Resumo) | Resultados (Resumo) | Resultados (Resumo) | Resultados (Resumo) | Resultados (Resumo) | Resultados (Resumo) | Resultados (Resumo) | Resultados (Resumo) |
| Clube               | AIM                 | BAG                 | BAR                 | CRU                 | FAR                 | PEL                 | SJO                 |
| ------------------- | ------------------- | ------------------- | ------------------- | ------------------- | ------------------- | ------------------- | ------------------- |
| Aimoré              |                     | 1 – 0               | 2 – 1               | 3 – 2               | 1 – 0               | 0 – 3               | 0 – 1               |
| Bagé                | 3 – 3               |                     | 5 – 0               | 1 – 0               | 2 – 1               | 0 – 0               | 0 – 2               |
| Barra               | 0 – 5               | 3 – 2               |                     | 0 – 2               | 4 – 0               | 0 – 2               | 0 – 5               |
| Cruzeiro-RS         | 2 – 0               | 0 – 0               | 5 – 0               |                     | 1 – 1               | 0 – 0               | 0 – 0               |
| Farroupilha         | 1 – 1               | 0 – 0               | 5 – 0               | 0 – 0               |                     | 1 – 2               | 0 – 2               |
| Pelotas             | 1 – 0               | 1 – 1               | 3 – 0               | 2 – 0               | 1 – 0               |                     | 2 – 1               |
| São José-RS         | 1 – 0               | 2 – 0               | 0 – 0               | 0 – 2               | 2 – 0               | 1 – 0               |                     |

|  |                     |  |        |  |                      |
|  | Vitória do Mandante |  | Empate |  | Vitória do Visitante |

### Tabela de Classificação para a próxima fase
Para formação dos confrontos das Oitavas de Final e fases subsequentes, será considerado o desempenho das Equipes dentro do seu próprio grupo. Como a quantidade de equipes difere em um dos grupos, será considerado, como primeiro critério de classificação, o aproveitamento obtido. De acordo com o Artigo 8 do Regulamento. Os confrontos se determinam por cruzamento olímpico de acordo com a tabela abaixo:
Tabela de classificação
| Pos | Times               | Pts | J  | %  | Res.                  |
| --- | ------------------- | --- | -- | -- | --------------------- |
| 1º  | Avenida             | 28  | 12 | 78 | 1º Melhor 1º Colocado |
| 2º  | Pelotas             | 27  | 12 | 75 | 2º Melhor 1º Colocado |
| 3º  | Internacional B     | 28  | 14 | 67 | 3º Melhor 1º Colocado |
| 4º  | São José-RS         | 26  | 12 | 72 | 1º Melhor 2º Colocado |
| 5º  | Grêmio B            | 24  | 12 | 67 | 2º Melhor 2º Colocado |
| 6º  | Gaúcho              | 27  | 14 | 64 | 3º Melhor 2º Colocado |
| 7º  | Ypiranga de Erechim | 27  | 14 | 64 | 1º Melhor 3º Colocado |
| 8º  | Aimoré              | 17  | 12 | 47 | 2º Melhor 3º Colocado |

| Pos | Times                | Pts | J  | %  | Res.                   |
| --- | -------------------- | --- | -- | -- | ---------------------- |
| 9º  | Juventude B          | 14  | 12 | 39 | 3º Melhor 3º Colocado  |
| 10º | Cruzeiro-RS          | 17  | 12 | 47 | 1º Melhor 4º Colocado  |
| 11º | Soledade             | 18  | 14 | 43 | 2º Melhor 4º Colocado  |
| 12º | Inter de Santa Maria | 14  | 12 | 39 | 3º Melhor 4º Colocado  |
| 13º | Três Passos          | 17  | 14 | 40 | 1º Melhor 5º Colocado  |
| 14º | Bagé                 | 14  | 12 | 39 | 2º Melhor 5º Colocado  |
| 15º | Real                 | 12  | 12 | 33 | 3º Melhor 5º Colocado  |
| 16º | São Borja            | 15  | 14 | 36 | 6º Colocado do Grupo A |

## Fase Final
* Em itálico, os times que possuem o mando de campo no primeiro jogo do confronto e em negrito os times classificados
|  | Oitavas de final              | Oitavas de final              | Oitavas de final              | Oitavas de final              |       |                 | Quartas de final   | Quartas de final   | Quartas de final   | Quartas de final   |  |                     | Semifinais          | Semifinais          | Semifinais          | Semifinais          |         |   | Final               | Final               | Final               | Final               |
|  | 31 de outubro a 4 de novembro | 31 de outubro a 4 de novembro | 31 de outubro a 4 de novembro | 31 de outubro a 4 de novembro |       |                 | 7 a 11 de novembro | 7 a 11 de novembro | 7 a 11 de novembro | 7 a 11 de novembro |  |                     | 15 a 18 de novembro | 15 a 18 de novembro | 15 a 18 de novembro | 15 a 18 de novembro |         |   | 21 a 24 de novembro | 21 a 24 de novembro | 21 a 24 de novembro | 21 a 24 de novembro |
|  |                               |                               |                               |                               |       |                 |                    |                    |                    |                    |  |                     |                     |                     |                     |                     |         |   |                     |                     |                     |                     |
|  | Avenida                       | 2                             | 3                             | 5                             |       |                 |                    |                    |                    |                    |  |                     |                     |                     |                     |                     |         |   |                     |                     |                     |                     |
|  | São Borja                     | 1                             | 0                             | 1                             |       |                 |                    |                    |                    |                    |  |                     |                     |                     |                     |                     |         |   |                     |                     |                     |                     |
|  | São Borja                     | 1                             | 0                             | 1                             |       | Avenida (gf)    | 1                  | 0                  | 1                  |                    |  |                     |                     |                     |                     |                     |         |   |                     |                     |                     |                     |
|  |                               |                               |                               |                               |       | Avenida (gf)    | 1                  | 0                  | 1                  |                    |  |                     |                     |                     |                     |                     |         |   |                     |                     |                     |                     |
|  |                               | Aimoré                        | 1                             | 0                             | 1     |                 |                    |                    |                    |                    |  |                     |                     |                     |                     |                     |         |   |                     |                     |                     |                     |
|  | Aimoré                        | Aimoré                        | 1                             | 0                             | 1     | 2               | 2                  | 4                  |                    |                    |  |                     |                     |                     |                     |                     |         |   |                     |                     |                     |                     |
|  | Aimoré                        |                               |                               |                               |       | 2               | 2                  | 4                  |                    |                    |  |                     |                     |                     |                     |                     |         |   |                     |                     |                     |                     |
|  | Juventude B                   | 1                             | 0                             | 1                             |       |                 |                    |                    |                    |                    |  |                     |                     |                     |                     |                     |         |   |                     |                     |                     |                     |
|  | Juventude B                   | 1                             | 0                             | 1                             |       |                 |                    |                    |                    |                    |  | Avenida             | 0                   | 1                   | 1                   |                     |         |   |                     |                     |                     |                     |
|  |                               |                               |                               |                               |       |                 |                    |                    |                    |                    |  | Avenida             | 0                   | 1                   | 1                   |                     |         |   |                     |                     |                     |                     |
|  |                               | São José-RS                   | 0                             | 0                             | 0     |                 |                    |                    |                    |                    |  |                     |                     |                     |                     |                     |         |   |                     |                     |                     |                     |
|  | São José-RS                   | São José-RS                   | 0                             | 0                             | 0     | 1               | 3                  | 4                  |                    |                    |  |                     |                     |                     |                     |                     |         |   |                     |                     |                     |                     |
|  | São José-RS                   |                               |                               |                               |       | 1               | 3                  | 4                  |                    |                    |  |                     |                     |                     |                     |                     |         |   |                     |                     |                     |                     |
|  | Três Passos                   | 1                             | 0                             | 1                             |       |                 |                    |                    |                    |                    |  |                     |                     |                     |                     |                     |         |   |                     |                     |                     |                     |
|  | Três Passos                   | 1                             | 0                             | 1                             |       | São José-RS     | 0                  | 1                  | 1                  |                    |  |                     |                     |                     |                     |                     |         |   |                     |                     |                     |                     |
|  |                               |                               |                               |                               |       | São José-RS     | 0                  | 1                  | 1                  |                    |  |                     |                     |                     |                     |                     |         |   |                     |                     |                     |                     |
|  |                               | Grêmio B                      | 0                             | 0                             | 0     |                 |                    |                    |                    |                    |  |                     |                     |                     |                     |                     |         |   |                     |                     |                     |                     |
|  | Grêmio B                      | Grêmio B                      | 0                             | 0                             | 0     | 0               | 1                  | 1                  |                    |                    |  |                     |                     |                     |                     |                     |         |   |                     |                     |                     |                     |
|  | Grêmio B                      |                               |                               |                               |       | 0               | 1                  | 1                  |                    |                    |  |                     |                     |                     |                     |                     |         |   |                     |                     |                     |                     |
|  | Inter de Santa Maria          | 0                             | 0                             | 0                             |       |                 |                    |                    |                    |                    |  |                     |                     |                     |                     |                     |         |   |                     |                     |                     |                     |
|  | Inter de Santa Maria          | 0                             | 0                             | 0                             |       |                 |                    |                    |                    |                    |  |                     |                     |                     |                     |                     | Avenida | 0 | 1                   | 1                   |                     |                     |
|  |                               |                               |                               |                               |       |                 |                    |                    |                    |                    |  |                     |                     |                     |                     |                     |         | 0 | 1                   | 1                   |                     |                     |
|  |                               | Gaúcho                        | 0                             | 0                             | 0     |                 |                    |                    |                    |                    |  |                     |                     |                     |                     |                     |         |   |                     |                     |                     |                     |
|  | Pelotas                       | Gaúcho                        | 0                             | 0                             | 0     | 1               | 0                  | 1                  |                    |                    |  |                     |                     |                     |                     |                     |         |   |                     |                     |                     |                     |
|  | Pelotas                       |                               |                               |                               |       | 1               | 0                  | 1                  |                    |                    |  |                     |                     |                     |                     |                     |         |   |                     |                     |                     |                     |
|  | Real                          | 2                             | 1                             | 3                             |       |                 |                    |                    |                    |                    |  |                     |                     |                     |                     |                     |         |   |                     |                     |                     |                     |
|  | Real                          | 2                             | 1                             | 3                             |       | Real            | 0                  | 0                  | 0                  |                    |  |                     |                     |                     |                     |                     |         |   |                     |                     |                     |                     |
|  |                               |                               |                               |                               |       | Real            | 0                  | 0                  | 0                  |                    |  |                     |                     |                     |                     |                     |         |   |                     |                     |                     |                     |
|  |                               | Ypiranga de Erechim           | 1                             | 0                             | 1     |                 |                    |                    |                    |                    |  |                     |                     |                     |                     |                     |         |   |                     |                     |                     |                     |
|  | Ypiranga de Erechim (pen)     | Ypiranga de Erechim           | 1                             | 0                             | 1     | 0               | 0                  | 0 (3)              |                    |                    |  |                     |                     |                     |                     |                     |         |   |                     |                     |                     |                     |
|  | Ypiranga de Erechim (pen)     |                               |                               |                               |       | 0               | 0                  | 0 (3)              |                    |                    |  |                     |                     |                     |                     |                     |         |   |                     |                     |                     |                     |
|  | Cruzeiro-RS                   | 0                             | 0                             | 0 (1)                         |       |                 |                    |                    |                    |                    |  |                     |                     |                     |                     |                     |         |   |                     |                     |                     |                     |
|  | Cruzeiro-RS                   | 0                             | 0                             | 0 (1)                         |       |                 |                    |                    |                    |                    |  | Ypiranga de Erechim | 0                   | 2                   | 2                   |                     |         |   |                     |                     |                     |                     |
|  |                               |                               |                               |                               |       |                 |                    |                    |                    |                    |  | Ypiranga de Erechim | 0                   | 2                   | 2                   |                     |         |   |                     |                     |                     |                     |
|  |                               | Gaúcho                        | 2                             | 1                             | 3     |                 |                    |                    |                    |                    |  |                     |                     |                     |                     |                     |         |   |                     |                     |                     |                     |
|  | Internacional B               | Gaúcho                        | 2                             | 1                             | 3     | 0               | 2                  | 2                  |                    |                    |  |                     |                     |                     |                     |                     |         |   |                     |                     |                     |                     |
|  | Internacional B               |                               |                               |                               |       | 0               | 2                  | 2                  |                    |                    |  |                     |                     |                     |                     |                     |         |   |                     |                     |                     |                     |
|  | Bagé                          | 1                             | 0                             | 1                             |       |                 |                    |                    |                    |                    |  |                     |                     |                     |                     |                     |         |   |                     |                     |                     |                     |
|  | Bagé                          | 1                             | 0                             | 1                             |       | Internacional B | 1                  | 2                  | 3 (3)              |                    |  |                     |                     |                     |                     |                     |         |   |                     |                     |                     |                     |
|  |                               |                               |                               |                               |       | Internacional B | 1                  | 2                  | 3 (3)              |                    |  |                     |                     |                     |                     |                     |         |   |                     |                     |                     |                     |
|  |                               | Gaúcho                        | 2                             | 1                             | 3 (4) |                 |                    |                    |                    |                    |  |                     |                     |                     |                     |                     |         |   |                     |                     |                     |                     |
|  | Gaúcho                        | Gaúcho                        | 2                             | 1                             | 3 (4) | 1               | 3                  | 4                  |                    |                    |  |                     |                     |                     |                     |                     |         |   |                     |                     |                     |                     |
|  | Gaúcho                        |                               |                               |                               |       | 1               | 3                  | 4                  |                    |                    |  |                     |                     |                     |                     |                     |         |   |                     |                     |                     |                     |
|  | Soledade                      | 1                             | 1                             | 2                             |       |                 |                    |                    |                    |                    |  |                     |                     |                     |                     |                     |         |   |                     |                     |                     |                     |

### Resultados

#### Oitavas de Final
Jogos de Ida
| Quarta-feira, 31 de outubro | São Borja | 1 – 2  | Avenida              | Vicente Goulart, São Borja      |
| 15:30                       | Gil 45+2' | Súmula | 27'Carlinhos · 76'Jô | Público: 114 Renda: R$ 1.740,00 |

| Quarta-feira, 31 de outubro | Real               | 2 – 1  | Pelotas | Módulo Esportivo, Tramandaí  |
| 15:30                       | Gio 8' · Diniz 68' | Súmula | 16' Dão | Público: 29 Renda: R$ 350,00 |

| Quinta-feira, 1 de novembro | Bagé            | 1 – 0  | Internacional B | Pedra Moura, Bagé            |
| 15:30                       | Diego Rocha 84' | Súmula |                 | Público: 29 Renda: R$ 340,00 |

| Quarta-feira, 31 de outubro | Três Passos   | 1 – 1  | São José-RS | CT TAC/Futebol com Vida, Três Passos |
| 15:30                       | Cristhian 89' | Súmula | 14' Citta   | Público: 6 Renda: R$ 60,00           |

| Quarta-feira, 31 de outubro | Inter de Santa Maria | 0 – 0  | Grêmio B | Baixada Melancólica, Santa Maria |
| 15:30                       |                      | Súmula |          | Público: 294 Renda: R$ 6.055,00  |

| Quinta-feira, 1 de novembro | Soledade | 1 – 1  | Gaúcho               | Aldo Gonçalves Porto, Soledade |
| 15:30                       | Lucas 6' | Súmula | 3' Rafinha Magalhães | Público: 117 Renda: R$ 585,00  |

| Quarta-feira, 31 de outubro | Cruzeiro-RS | 0 – 0  | Ypiranga de Erechim | CT Hélio Dourado, Eldorado do Sul |
| 15:30                       |             | Súmula |                     | Público: 95 Renda: R$ 1.020,00    |

| Quarta-feira, 31 de outubro | Juventude B   | 1 – 2  | Aimoré                           | Alberto Carlos Schwingler, Igrejinha |
| 15:30                       | Guilherme 22' | Súmula | 27' Brandão · 35' Emerson Santos |                                      |

Jogos de Volta
| Domingo, 4 de novembro | Avenida                               | 3 – 0  | São Borja | Eucaliptos, Santa Cruz do Sul   |
| 16:00                  | Flávio Torres 26', 85' · Jonathan 83' | Súmula |           | Público: 365 Renda: R$ 3.745,00 |

| Domingo, 4 de novembro | Pelotas | 0 – 1  | Real              | Boca do Lobo, Pelotas |
| 17:00                  |         | Súmula | 78' Adriano Chuva |                       |

| Domingo, 4 de novembro | Internacional B             | 2 – 0  | Bagé | Morada dos Quero-Queros, Alvorada |
| 12:00                  | Bruno 68' · Pedro Lucas 69' | Súmula |      |                                   |

| Domingo, 4 de novembro | São José-RS                                     | 3 – 0  | Três Passos | CT Hélio Dourado, Eldorado do Sul |
| 15:30                  | Gegê 4' · Igor Nobre 75' · Anderson Canhoto 81' | Súmula |             | Público: 0 Renda: R$ 0,00         |

| Sábado, 3 de novembro | Grêmio B     | 1 – 0  | Inter de Santa Maria | CT Hélio Dourado, Eldorado do Sul |
| 15:00                 | Dernal 90+3' | Súmula |                      |                                   |

| Domingo, 4 de novembro | Gaúcho                                  | 3 – 1  | Soledade | Arena Wolmar Salton, Passo Fundo |
| 16:00                  | Dimitry 3' · Adilson 88' · Vinicius 90' | Súmula | 51' Lima |                                  |

| Domingo, 4 de novembro | Ypiranga de Erechim | 0 – 0  | Cruzeiro-RS | Colosso da Lagoa, Erechim    |
| 17:00                  |                     | Súmula |             | Público: 50 Renda: R$ 405,00 |

|                                     |       | Penalidades                      |  |
| Douglas Skilo Jackson Ruan Vandinho | 3 – 1 | Rogerinho Janderson André Cassio |  |

| Domingo, 4 de novembro | Aimoré                                | 2 – 0  | Juventude B | Cristo Rei, São Leopoldo     |
| 17:00                  | Diego Carioca 22' · Thiago Corrêa 81' | Súmula |             | Público: 16 Renda: R$ 390,00 |

#### Quartas de Final
Jogos de Ida
| Quarta-feira, 7 de novembro | Aimoré        | 1 – 1  | Avenida | Cristo Rei, São Leopoldo     |
| 20:00                       | Brandão 45+2' | Súmula | 3' Jô   | Público: 16 Renda: R$ 390,00 |

| Quarta-feira, 7 de novembro | Real | 0 – 1  | Ypiranga de Erechim | Módulo Esportivo, Tramandaí |
| 16:00                       |      | Súmula | 11' Douglas Skilo   |                             |

| Quarta-feira, 7 de novembro | Gaúcho                    | 2 – 1  | Internacional B | Arena Wolmar Salton, Passo Fundo |
| 16:00                       | Rafael Magalhães 43', 67' | Súmula | 60' Lucas Ramos | Público: 509 Renda: R$ 5.090,00  |

| Quarta-feira, 7 de novembro | Grêmio B | 0 – 0  | São José-RS | CT Hélio Dourado, Eldorado do Sul |
| 17:00                       |          | Súmula |             | Público: 142 Renda: R$ 0,00       |

Jogos de Volta
| Domingo, 11 de novembro | Avenida | 0 – 0  | Aimoré | Eucaliptos, Santa Cruz do Sul   |
| 11:00                   |         | Súmula |        | Público: 422 Renda: R$ 5.055,00 |

| Domingo, 11 de novembro | Ypiranga de Erechim | 0 – 0  | Real | Colosso da Lagoa, Erechim    |
| 17:00                   |                     | Súmula |      | Público: 32 Renda: R$ 215,00 |

| Domingo, 11 de novembro | Internacional B             | 2 – 1  | Gaúcho     | Morada dos Quero-Queros, Alvorada |
| 12:00                   | Pedro Lucas 34' · Ramón 54' | Súmula | 6' Dartora | Público: 0 Renda: R$ 0,00         |

|                                                   |       | Penalidades                             |  |
| José Aldo Álvaro Jeferson Victor Cesinha Jéferson | 3 – 4 | Gustavinho Vinícius Bruno Lucas Gabriel |  |

| Domingo, 11 de novembro | São José-RS | 1 – 0  | Grêmio B | Morada dos Quero-Queros, Alvorada |
| 16:00                   | Canhoto 14' | Súmula |          | Público: 0 Renda: R$ 0,00         |

### Semifinal
Jogos de Ida
| Quinta-feira, 15 de novembro | São José-RS | 0 – 0  | Avenida | Morada dos Quero-Queros, Alvorada |
| 16:40                        |             | Súmula |         | Público: 0 Renda: R$ 0,00         |

| Quinta-feira, 15 de novembro | Ypiranga de Erechim | 0 – 2  | Gaúcho          | Colosso da Lagoa, Erechim    |
| 17:00                        |                     | Súmula | 4', 60' Dimitry | Público: 76 Renda: R$ 505,00 |

Jogos de Volta
| Domingo, 18 de novembro | Avenida  | 1 – 0  | São José-RS | Eucaliptos, Santa Cruz do Sul |
| 12:00                   | Yuri 72' | Súmula |             |                               |

| Domingo, 18 de novembro | Gaúcho      | 1 – 2  | Ypiranga de Erechim        | Arena Wolmar Salton, Passo Fundo |
| 11:00                   | Gabriel 50' | Súmula | 74' Jackson · 76' Frontini | Público: 618 Renda: R$ 9.270,00  |

### Final
Jogo de Ida
| Quarta-feira, 21 de novembro | Gaúcho | 0 – 0            | Avenida | Arena Wolmar Salton, Passo Fundo |
| 17:00                        |        | Súmula Relatório |         | Público: 878 Renda: R$ 13.170,00 |

Jogo de Volta
| Domingo, 25 de novembro | Avenida  | 1 – 0            | Gaúcho | Estádio dos Eucaliptos, Santa Cruz do Sul |
| 11:00                   | Yuri 01' | Súmula Relatório |        |                                           |

## Classificação Final
| Classificação final             | Classificação final  | Classificação final | Classificação final | Classificação final | Classificação final | Classificação final | Classificação final | Classificação final | Classificação final | Classificação final | Classificação final |
| Pos                             | Times                | Pts                 | J                   | V                   | E                   | D                   | GP                  | GC                  | SG                  | %                   |                     |
| ------------------------------- | -------------------- | ------------------- | ------------------- | ------------------- | ------------------- | ------------------- | ------------------- | ------------------- | ------------------- | ------------------- | ------------------- |
| Campeão                         |                      |                     |                     |                     |                     |                     |                     |                     |                     |                     |                     |
| 1                               | Avenida              | 44                  | 20                  | 12                  | 8                   | 0                   | 33                  | 11                  | 22                  | 73                  |                     |
| Vice-campeão                    |                      |                     |                     |                     |                     |                     |                     |                     |                     |                     |                     |
| 2                               | Gaúcho               | 38                  | 22                  | 11                  | 5                   | 6                   | 31                  | 17                  | 14                  | 58                  |                     |
| Eliminados nas semifinais       |                      |                     |                     |                     |                     |                     |                     |                     |                     |                     |                     |
| 3                               | Ypiranga de Erechim  | 36                  | 20                  | 9                   | 9                   | 2                   | 28                  | 11                  | 17                  | 60                  |                     |
| 4                               | São José-RS          | 35                  | 18                  | 10                  | 5                   | 3                   | 22                  | 6                   | 16                  | 65                  |                     |
| Eliminados nas quartas de final |                      |                     |                     |                     |                     |                     |                     |                     |                     |                     |                     |
| 5                               | Internacional B      | 34                  | 18                  | 10                  | 4                   | 4                   | 37                  | 18                  | 19                  | 63                  |                     |
| 6                               | Grêmio B             | 29                  | 16                  | 8                   | 5                   | 3                   | 24                  | 11                  | 13                  | 60                  |                     |
| 7                               | Aimoré               | 25                  | 16                  | 7                   | 4                   | 5                   | 21                  | 17                  | 4                   | 52                  |                     |
| 8                               | Real                 | 19                  | 16                  | 4                   | 7                   | 5                   | 15                  | 19                  | -4                  | 40                  |                     |
| Eliminados nas oitavas de final |                      |                     |                     |                     |                     |                     |                     |                     |                     |                     |                     |
| 9                               | Pelotas              | 27                  | 14                  | 8                   | 3                   | 3                   | 18                  | 7                   | 11                  | 64                  |                     |
| 10                              | Cruzeiro-RS          | 19                  | 14                  | 4                   | 7                   | 3                   | 14                  | 7                   | 7                   | 45                  |                     |
| 11                              | Soledade             | 19                  | 16                  | 5                   | 4                   | 7                   | 21                  | 28                  | -7                  | 40                  |                     |
| 12                              | Três Passos          | 18                  | 16                  | 4                   | 6                   | 6                   | 15                  | 23                  | -8                  | 38                  |                     |
| 13                              | Bagé                 | 17                  | 14                  | 4                   | 5                   | 5                   | 15                  | 15                  | 0                   | 40                  |                     |
| 14                              | Inter de Santa Maria | 15                  | 14                  | 3                   | 6                   | 5                   | 10                  | 13                  | -3                  | 36                  |                     |
| 15                              | Juventude B          | 14                  | 14                  | 4                   | 2                   | 8                   | 12                  | 22                  | -10                 | 33                  |                     |
| 16                              | São Borja            | 15                  | 16                  | 3                   | 6                   | 7                   | 16                  | 23                  | -7                  | 31                  |                     |
| Eliminados na fase de grupos    |                      |                     |                     |                     |                     |                     |                     |                     |                     |                     |                     |
| 17                              | Elite                | 13                  | 14                  | 3                   | 4                   | 7                   | 14                  | 20                  | -6                  | 31                  |                     |
| 18                              | Lajeadense           | 11                  | 12                  | 2                   | 5                   | 5                   | 10                  | 13                  | -3                  | 31                  |                     |
| 19                              | Nova Prata           | 8                   | 12                  | 1                   | 5                   | 6                   | 7                   | 19                  | -12                 | 22                  |                     |
| 20                              | Barra                | 7                   | 12                  | 2                   | 1                   | 9                   | 8                   | 36                  | -28                 | 19                  |                     |
| 21                              | Farroupilha          | 7                   | 12                  | 1                   | 4                   | 7                   | 9                   | 16                  | -7                  | 19                  |                     |
| 22                              | Atlético Carazinho   | 6                   | 14                  | 1                   | 3                   | 10                  | 5                   | 33                  | -28                 | 14                  |                     |

## Campeão
| Copa FGF de 2018             |
| Santa Cruz do Sul            |
| ---------------------------- |
| Avenida Campeão (1.º título) |

## Ligações Externas
- Site da Federação Gaúcha de Futebol
- Regulamento Específico da Competição